# 1928年アムステルダムオリンピック
1928年アムステルダムオリンピック（1928ねんアムステルダムオリンピック）は、1928年7月28日から8月12日まで、オランダのアムステルダムで行われたオリンピック競技大会。アムステルダム1928（Amsterdam 1928）と呼称される。

## ハイライト
- 開会式で日本はオランダ語のアルファベット順にで22番目に入場。役員はモーニングにシルクハット。選手は紺色の上着に白ズボン、白い靴で入場行進を行った。参加国総数46、入場が終わるまでに約1時間を要した[1]。
- 長らくクーベルタンらの反対で見送られてきた女性の陸上競技への参加が初めて認められ、女性への門戸開放という点で大きく進歩した大会であった。日本からは人見絹枝が出場し、800mで銀メダルを獲得した（日本最初の女子メダリスト）。この女子800mではレース後に多くの参加選手が倒れ、その苛酷さを理由にして200mより長い女子陸上競技は1960年代まで実施が見送られた。
- 日本は織田幹雄と鶴田義行が悲願だった金メダルを獲得した。織田の優勝は大会関係者が想定できず、他国の旗より4倍の巨大な日章旗が表彰式の国旗掲揚で使用され、君が代の吹奏も運営上準備が整っておらず、「さざれ石の」と途中から行われた[2]。この大会時にはまだ表彰台は用意されておらず国旗の掲揚による表彰のみで、表彰台が用意されるのは次のオリンピアードのロサンゼルス大会から。織田によるこの時の三段跳び優勝記録、15m21cmは1964年東京オリンピックを開催した国立霞ヶ丘競技場に立てられた「織田ポール」の高さとして採用され、同競技場の解体まで存在していた。
- 大会で初めて聖火が使用され、大会中に継続して燃やされた。
- またコカ・コーラが史上初の大会スポンサーになり、コカ・コーラが参加関係者に支給された。
- この大会以前は開催期間が1ヶ月以上の長期間だったが、この大会以降現行の開催期間になった。
- テニスは既にトップ選手のプロ化が始まっていたため、アマチュアリズムを固持する国際オリンピック委員会(IOC)はテニスを実施競技から除外した。テニスのオリンピック復帰はアマチュア規定が除外された1988年ソウルオリンピックとなった（オリンピックのテニス競技参照）。
- 開会式ではギリシャが先頭、開催国（オランダ）が最後に入場する形式が採用され、現在まで継続している。
- ドイツ（ヴァイマル共和政）は第一次世界大戦の責任を問われて過去2回のオリンピック参加を拒否されており、同大会で1912年ストックホルムオリンピック以来の復帰を果たした。
- フィンランドのパーヴォ・ヌルミは陸上の男子10000mで優勝し、彼自身最後となる9個目の金メダルを獲得した。
- アメリカ合衆国のジョニー・ワイズミュラーは水泳の100m自由形と4×200m自由形リレーの2種目で金メダルを獲得した。前回のパリ大会と合わせ5個の金メダルを獲得したワイズミューラーは翌年にモデル・映画俳優へ転向し、後にターザン映画で人気を得た。
- インド（イギリス領インド帝国）は2大会ぶりに行われた（男子）ホッケーで金メダルを獲得した（団体競技で初のアジアチーム優勝）。以後、第二次世界大戦による中断や1947年の完全独立を挟み、オリンピックのホッケー競技では1956年メルボルンオリンピックまでインドは6連覇を果たした。
- 陸上競技とともに体操でも女子選手の参加が認められた。この体操競技では女子は団体総合のみが行われてオランダが優勝したが[注釈 1]、13選手中ユダヤ人だった3人は第二次大戦中のホロコーストにより1943年にソビボル強制収容所で相次いで死亡した。
- 当時王太子だったオーラヴ5世はセーリングに出場し金メダルを獲得している。なおノルウェーの金メダルはこれのみだった。
- 文芸コンクールが同時に行われており、その時の優勝者はポーランドの詩人カジミェシュ・ヴィエジンスキであった[3]。
- アムステルダム大会から日本国の予算で選手渡航費が計上された。それまでは自費で渡航していた。予算要求の際に13万円を計上していたが、大蔵省が6万円に減額査定を行ったため渡航費が不足。内閣機密費、外務省経費、農林省の馬質改良競馬補助費から充当が行われ、40人分12万円が用意された[4]。

## 実施競技
| - 陸上競技 - 競泳 - 飛込 - 水球 - サッカー - ボート - ホッケー - ボクシング - 体操 |  | - レスリング - セーリング - ウエイトリフティング - 自転車 - 馬術 - フェンシング - 近代五種競技 |
|                                                                                    |  |                                                                                                |

- 芸術競技（非公式）

### 公開競技
- ラクロス競技
- コーフボール競技
- Kaatsen競技(en:Kaatsen at the 1928 Summer Olympics)

## 各国の獲得メダル
| 順 | 国・地域           | 金 | 銀 | 銅 | 計 |
| -- | ------------------ | -- | -- | -- | -- |
| 1  | アメリカ合衆国     | 22 | 18 | 16 | 56 |
| 2  | ドイツ             | 10 | 7  | 14 | 31 |
| 3  | フィンランド       | 8  | 8  | 9  | 25 |
| 4  | スウェーデン       | 7  | 6  | 12 | 25 |
| 5  | イタリア           | 7  | 5  | 7  | 19 |
| 6  | スイス             | 7  | 4  | 4  | 15 |
| 7  | フランス           | 6  | 10 | 5  | 21 |
| 8  | オランダ（開催国） | 6  | 9  | 4  | 19 |
| 9  | ハンガリー         | 4  | 5  | 0  | 9  |
| 10 | カナダ             | 4  | 4  | 7  | 15 |